# Sanda (Gotland)
Sanda is een plaats in de gemeente, landschap en eiland Gotland en de provincie Gotlands län in Zweden. De plaats heeft 158 inwoners (2005) en een oppervlakte van 62 hectare.